# Pluteus cervinus
Pluteus cervinus predstavlja jestivu gljivu iz porodice Pluteaceae, roda Pluteus. Svrstana je u ovu familiju usled slobodnih i ruzičastih listića, a u rod jer nema anulus (prsten), odnosno ostatke od opšteg veluma (omotača). Razlikuju se dva morfološka stadijuma: nezreo stadijum karakterišu gusti, beli listići i veoma zaobljen klobuk, dok zreo stadijum ima ružičaste i retke listiće.
Široko je rasprostanjena i veoma česta vrsta u umerenoj zoni u Evropi, Aziji i Severnoj Americi. Narodni naziv, jelenska krovnjača je dobila po boji šešira koja je slična boji krzna jelena, a i po tome što cistidije poseduju izraštaje koje podsećaju na jelenske rogove. Plodonosi na trulom drvetu listopadnih ređe četinarskih vrsta. 

## Opis plodnog tela
Klobuk je do 15 cm u početku zaobljen, kasnije raširen do potpuno izvrnut, glatke površine, pomalo naboran u sredini. Stariji primerci imaju i centralno ispupčenje. Boja klobuka varira od krem do tamnobraon boje. Lepljiv pri vlažnom vremenu. Listići su slobodni i veoma nežni, kod mlađih primeraka gusti i beli, kod starijih razmaknuti i poprimaju ružičastu boju od spora. Drška je veličine do 15×3 cm, bele boje prošarana sa braonkastim šarama. Meso je belo i veoma čvrsto prijatnog mirisa na rotkvice.  

## Mikroskopija
Spore su okruglaste, veličine 6−8×5−6 µm. otisak spora je ružičaste boje. Cistidije su veoma dugačke i do 60 µm sa izraštajima.

## Galerija
- Pluteus cervinus - cistidija
- Pluteus cervinus- spore
- Pluteus cervinus
- Pluteus cervinus
- Pluteus cervinus
- Pluteus cervinus

## Jestivost
Jestiva vrsta ali ne viskog kvaliteta.

## Hemijske reakcije
Reakcija sa KOH je negativana ili šešir menja boju u krem do narandžastu.

## Literatura
- Uzelac, Branislav (2009). Gljive Srbije i zapadnog Balkana. Beograd: BGV logic.
- (1997). Atlas gljiva. Zagreb: Prosvjeta.
- Flik, M. (2010). Koja je ovo gljiva? prepoznavanje, sakupljanje, upotreba. Beograd: Marso.
- http://www.first-nature.com/fungi/pluteus-cervinus.php
- http://www.mushroomexpert.com/pluteus_cervinus.html

## Spoljašnje veze
- http://bioras.petnica.rs/vrsta.php?id=44589 Архивирано на веб-сајту  (1. децембар 2017)